# Convoluta sordida
Convoluta sordida är en plattmaskart som beskrevs av Graff 1882. Convoluta sordida ingår i släktet Convoluta och familjen Convolutidae. Inga underarter finns listade i Catalogue of Life.